# Fédération syndicale unitaire
 (juillet 2018).
Pour les articles homonymes, voir FSU.
Ne doit pas être confondu avec Union syndicale fédérale ou Fédération syndicale unifiée.
La Fédération syndicale unitaire (FSU) est la première fédération syndicale en France de l'enseignement. Son champ de syndicalisation est restreint à la Fonction publique (essentiellement la Fonction publique d’État et la Fonction publique territoriale) et à quelques secteurs « mixtes » (Caisse des dépôts et consignations, France Travail (Pôle emploi), secteurs associatifs, etc.). Depuis les élections professionnelles d'octobre et novembre 2011, la FSU est la deuxième organisation syndicale de la fonction publique d'État, derrière la Confédération générale du travail - Force ouvrière (FO).
En 2024, la FSU compte 148 000 adhérents, dont 83 % d'enseignants, ce qui en fait le 5e syndicat français derrière la Confédération générale du travail (CGT), la Confédération française démocratique du travail (CFDT), Force ouvrière (FO) et l'Union nationale des syndicats autonomes (Unsa).
Elle œuvre à l'unité syndicale, d'où son nom qui marquait originellement un refus de l'exclusion-scission de la Fédération de l'Éducation nationale (FEN) de 1992. Elle travaille à la recomposition syndicale, à gauche, et au rassemblement organique de ce qu'elle nomme le « syndicalisme de lutte et de transformation sociale [en entendant] poursuivre et accentuer son travail avec la Confédération générale du travail (CGT) et l'Union syndicale Solidaires, sans mettre a priori de limites sur les forces qui pourront participer à cette construction ».
Son fonctionnement, qui associe les syndicats nationaux, les sections départementales et les tendances, est repris de la FEN dont elle est issue.
Sa secrétaire générale est Caroline Chevé depuis février 2025.

## Historique

### Scission de la Fédération de l'Éducation nationale
Les fondements de la Fédération syndicale unitaire (FSU) se trouve dans la Charte de Clermont-Ferrand proposée lors du Congrès de 1991 de la Fédération de l'Éducation nationale (FEN) par l'ensemble des composantes minoritaires (syndicats, tendances et sections départementales) de la fédération.
Cette charte propose un nouveau fédéralisme, contestant celui pratiqué par la direction de la FEN. Le rassemblement opéré à cette occasion est relativement inédit — en 1967, la tendance jusque-là majoritaire est mise en minorité dans le Syndicat national des enseignements de second degré (SNES), en s'aidant de l'École Émancipée pour conserver provisoirement la direction de ce syndicat —. Vingt-cinq ans plus tard, la géographie interne avait donc profondément changé.
En 1992, au moment de l'exclusion de la FEN du SNES et du Syndicat national de l'éducation physique (SNEP), qui refusaient de se dissoudre dans un Syndicat des Enseignants, l'ensemble des signataires de la Charte de Clermont-Ferrand décident de garder le contact. Ils créent alors des Comité de liaison unitaire (CLU), qui vont dans bien des départements comme au niveau national, être le lieu de débat sur l'avenir de la FEN, puis sur la forme de la future fédération.

### Fondation de la Fédération syndicale unitaire
Après une bataille juridique qui voit confirmer, par un congrès extraordinaire, l'exclusion des SNES, le pas est franchi, et la Fédération syndicale unitaire (FSU) est créée en 1993. Elle rassemble alors des structures anciennes (les syndicats nationaux exclus ou ayant décidé de quitter la fédération, une trentaine de sections départementales de la FEN, dirigée soit par Unité et Action, soit par l'École Émancipée), des structures nouvelles (comme le syndicat du premier degré, le Syndicat national unitaire des instituteurs, professeurs des écoles et PEGC (SNUipp), et l'essentiel des sections départementales), ainsi que les tendances minoritaires, organisations assez informelles.
À la surprise générale, en décembre 1993, lors des élections professionnelles chez les enseignants, la FSU, qui ne dispose encore que de statuts provisoires et qui, dans nombre de départements, n'a pas de moyens militants très importants, devient la première fédération de l'éducation nationale, passant devant la FEN.
Le congrès fondateur, qui a lieu à Mâcon en mars 1994, se tient donc dans des conditions optimales, ce qui n'empêche pas les débats d'être assez vifs entre des composantes qui n'ont pas forcément la même conception du rôle d'une structure fédérale. Lors de ce congrès est annoncé le retrait du Contrat d'insertion professionnelle (CIP), ancêtre du Contrat première embauche (CPE), que la FSU avait condamné et contre lequel elle avait combattu.
Le souci principal, dans cette période, est d'éviter que ce qui avait été considéré comme l'hégémonisme d'un syndicat — le Syndicat national des instituteurs (SNI) — et d'une tendance (UID[Quoi ?]) dans la FEN se reproduise dans la FSU. Outre le fait que le secrétaire général de la fédération est choisi parmi les représentants du syndicat de l'enseignement agricole, des dispositions statutaires (comme le vote à 70 % de toutes les décisions) limitent l'influence d'Unité et Action, la tendance largement majoritaire.
À partir de 1995, cependant, des tensions internes vont se faire jour entre la direction du Syndicat national de l'enseignement technique action autonome (SNETAA) et le reste de la fédération. La FSU gagne en effet à la fin de cette année une reconnaissance certaine de sa place dans le syndicalisme français en participant de façon très active à la mobilisation contre le « plan Juppé » de réforme des retraites et de la protection sociale. Mais le SNETAA estime que la fédération dérive vers une forme de syndicalisme contestataire et politisé, et devrait se cantonner dans la défense du personnel qu'elle représente.
Cette divergence va se transformer en crise interne, lorsque la direction du SNETAA décide de ne plus payer ses cotisations fédérales, de ne pas siéger dans les instances et de ne pas participer aux congrès fédéraux. Cette crise va pourrir la situation interne jusqu'en 2001 année où les instances nationales constatent que le refus du SNETAA de payer ses cotisations constitue une démission de la fédération. C'est, à cette heure, la seule désaffiliation qui ait touché la fédération.
La période est aussi marquée par une crise de direction. Michel Deschamps démissionne de son poste de secrétaire général en 1999, pour figurer sur la liste du Parti communiste français aux élections européennes. Un duo, constitué des secrétaires généraux des deux principaux syndicats, Monique Vuaillat (SNES) et Daniel Le Bret (SNUipp), est alors mis en place. Cette direction, dont la composition est surtout liée à des équilibres internes difficiles à trouver, ne fonctionne pas vraiment. L'année suivante, Daniel Le Bret quitte toutes ses responsabilités syndicales pour fonder la société de soutien scolaire Paraschool. Il est remplacé, aux côtés de Monique Vuaillat, par Pierre Duharcourt (SNESUP), un professeur des universités respecté, connu pour la qualité de son travail intellectuel et pour ses engagements militants de longue date (il a été, notamment, secrétaire général du SNESUP de 1975 à 1983).
Lorsque Monique Vuaillat part en retraite, pour des raisons d'équilibre, Pierre Duharcourt quitte également sa responsabilité à la tête de la fédération. Un nouveau secrétaire général, unique, est alors élu : c'est Gérard Aschieri, issu du SNES, mais surtout connu pour son travail de négociateur et d'élaboration syndicale sur les questions corporatives.
Pour autant, la FSU, qui décide de créer un nouveau syndicat des lycées professionnels, le SNUEP, ne voit pas son développement s'arrêter. Grâce à la progression des « nouveaux syndicats », et notamment du SNUipp, qui passe devant le SE-FEN aux élections professionnelles, elle devient la première fédération de la fonction publique d'État.
Elle participe à de nombreuses mobilisations, directement ou par le biais de ses syndicats nationaux. En 2003, elle est un des principaux moteurs de l'action contre la Loi Fillon (retraites) et la décentralisation.
Parallèlement, la question de son avenir et de sa place dans le syndicalisme se pose de façon constante. Contrairement à l'UNSA, par exemple, la FSU ne théorise pas son autonomie et s'interroge en permanence sur la stratégie à adopter pour rassembler le syndicalisme. Après avoir décidé en 2001 d'élargir son champ de syndicalisation à toute la fonction publique d'État, elle franchit un nouveau pas en 2004, lors du Congrès de Perpignan, décidant d'accepter désormais des syndicats des trois fonctions publiques. Cette décision est prise après des débats assez serrés.
Mais, malgré l'adhésion de nouveaux syndicats, pour l'essentiel issus de l'opposition interne de la Confédération française démocratique du travail (CFDT), l'implantation de la FSU en dehors de son champ historique de l'éducation, recherche et culture, reste assez faible. En 2007, le Congrès de Marseille décide de « relancer » cette implantation, tout en ouvrant le débat sur d'autres options pour l'avenir de la FSU.
Depuis 1999, la FSU s'est vue reconnaître le droit de siéger au Conseil économique, social et environnemental. Son premier représentant fut, de 1999 à 2010, Pierre Duharcourt, professeur des universités en économie, ancien secrétaire général du SNE-Sup, jusqu'à son décès. Puis Gérard Aschieri, ancien secrétaire général de la FSU et président de l'Institut de la FSU, la représentait dans cette assemblée. Il siégeait, comme son prédécesseur, au sein du groupe des personnalités qualifiées, l'unique siège dont dispose la FSU ne lui permettant pas de constituer un groupe. Aujourd'hui, Bernadette Groison, elle aussi ancienne secrétaire générale de la FSU, participe au groupe "Alternatives sociales et écologiques" avec la Confédération paysanne et Solidaires.
En 2010, la FSU formule des propositions pour réformer le système de la retraite en France et participe aux cinq grandes journées du mouvement social contre la réforme des retraites en France de 2010. Elle propose d'augmenter les financements et de les diversifier, pour ne pas peser sur le coût du travail mais au contraire décourager les opérations en capital, rendues omniprésentes par le développement de la spéculation à court terme. Elle demande aussi bien l'abrogation des mesures de la réforme Balladur des retraites de 1993 que celles de la Loi Fillon de 2003. La FSU propose aussi un dispositif de « cessation progressive d’activité », reprenant « les aspects positifs de l’ancienne CPA, dont l'exercice à mi-temps rémunéré 80 %, avec un droit ouvert à partir 55 ans et 25 années de cotisation) ». La FSU a été avec la CGT, dont elle s'est rapprochée, particulièrement active contre la réforme des retraites en France en 2010.
En avril 2017, dans l'entre-deux-tours de l'élection présidentielle de 2017 qui oppose Marine Le Pen et Emmanuel Macron, la FSU appelle à "faire barrage" à la candidate du FN.
Dans le contexte politique et social très tendu du début des années 2020, la FSU fait partie des piliers de l'intersyndicale nationale qui organise dix journées de manifestations géantes dans 300 villes, avec de nombreuses grèves et occupations temporaires de péages et sites logistiques ou autoroutiers au centre du mouvement social contre le projet de réforme des retraites en France de 2023 et écrit à Emmanuel Macron pour demander des négociations, puis n'ayant pas été reçue, une médiation et une suspension de l'adoption du texte de loi.
Les syndicats affichent tout au long du mouvement leur autonomie par rapport aux partis politiques, face à Emmanuel Macron qui parle de « factieux » et d'une foule illégitime, prétextant son souhait de ne « pas court-circuiter le travail parlementaire » pour refuser le 10 mars de rencontrer l'intersyndicale.

## Syndicats affiliés
La FSU est essentiellement une fédération de syndicats relevant du champ Éducation, Jeunesse et Sport, Recherche, Culture, Justice qui était celui de l'ancienne Fédération de l'Éducation nationale (FEN). Toutefois quelques syndicats externe a l'Éducation nationale l'ont rejointe, notamment après le conflit sur les retraites du printemps 2003. Il s'agit le plus souvent de militants ou de syndicats appartenant au courant oppositionnel de la CFDT et qui ont rompu avec leur confédération d'origine.
L'un de ses syndicats fondateurs, le Syndicat national de l'enseignement technique action autonome (SNETAA), majoritaire dans les lycées professionnels, quitte la FSU en 2001 et créé sa propre fédération, Efficacité indépendance laïcité. Aux élections professionnelles dans l'Éducation nationale de décembre 2005, le SNUEP, syndicat créé par la FSU dans les lycées professionnels, est confirmé comme troisième syndicat dans ce secteur.
En 2004, lors du Congrès de Perpignan, la FSU décide d'élargir son champ de syndicalisation à l'ensemble des trois fonctions publiques (d'État, territoriale et hospitalière), sans pour autant réussir, depuis, son implantation en dehors de la fonction publique territoriale.

### Fonction publique d'État

#### Affaires étrangères
- Syndicat unitaire des personnels du ministère des Affaires étrangères (SUPMAE)[9].

#### Agriculture
- Syndicat national de l'enseignement technique agricole public (SNETAP)[10] ;
- Syndicat national unitaire interministériel des territoires, de l’agriculture et de la mer (SNUITAM)[11], issu de la fusion en 2012 du SUP-EQUIP', du SNAMER et de SYGMA).

#### Culture
- Syndicat national des affaires culturelles (SNAC)[12].

#### Écologie, développement durable, transports et logement
- Syndicat national de l'environnement (SNE) ;
- Syndicat national unitaire interministériel des territoires, de l’agriculture et de la mer (SNUITAM)[11], issu de la fusion en 2012 du SUP-EQUIP', du SNAMER et de SYGMA).

Nota : Le SNE et le SNUITAM se présentent ensemble aux élections du ministère en charge de l'écologie sous le sigle FSU Écologie.

#### Éducation nationale, recherche
- Syndicat national de l'administration scolaire et universitaire et des bibliothèques (SNASUB) ;
- Syndicat national des chercheurs scientifiques (SNCS) ;
- Syndicat national de l'éducation physique (SNEP) ;
- Syndicat national des enseignements de second degré (SNES) ;
- Syndicat national de l'enseignement supérieur (SNESup) ;
- Syndicat national de l'enseignement technique agricole public (SNETAP) ;
- Syndicat national des infirmier·ères et conseiller·ères de santé (SNICS) ;
- Syndicat unitaire de l’inspection pédagogique (SUI-FSU) depuis la fusion en 2021 du SNPI-FSU (Syndicat national des personnels d'inspection) avec le Syndicat des inspecteurs d’académie (SIA). Son secrétaire général est Éric Nicollet[13] ;
- Syndicat national unitaire de l'enseignement professionnel (SNUEP) ;
- Syndicat national unitaire des instituteurs, professeurs des écoles et PEGC (SNUipp) ;
- Syndicat national unitaire des personnels de direction de l'Éducation nationale (SNUPDEN).

Voir aussi ci-dessous le Syndicat national unitaire de la territoriale (SNUTER), qui regroupe notamment des personnels de service travaillant dans l'enseignement primaire et secondaire.

#### Intérieur
- Syndicat national unitaire Intérieur Police nationale (SNUIPN), dont le sigle est FSU-Intérieur ou FSU-Police.

#### Jeunesse, sports et cohésion sociale
- Syndicat unitaire de l’éducation populaire, de l'action sociale, socioculturelle et sportive (EPA)[14].

#### Justice
- Syndicat national de l'ensemble des personnels de l'administration pénitentiaire (SNEPAP)[15] ;
- Syndicat national des personnels de l'éducation et du social - protection judiciaire de la jeunesse (SNPES-PJJ)[16].

### Plusieurs fonctions publiques (FPE,FPT,FPH) ou syndicats mixtes
- Syndicat national unitaire des assistants sociaux de la fonction publique (SNUASFP)[17] (site Internet : snuasfp-fsu.org) : syndicat originellement limité au ministère de l'Éducation nationale et qui a étendu son champ d'intervention aux trois fonctions publiques : État, hospitalière, territoriale.
- Syndicat national unitaire des personnels du groupe de la Caisse des dépôts et consignations (SNUP-CDC) (site Internet : snup-cdc.fsu.fr) : ce syndicat rassemble les personnels de l’Établissement public et du groupe CDC que leur statut soit public ou privé,
- Syndicat du travail, de l'emploi, de l'insertion et des organismes sociaux (FSU TEIOS) (site Internet : fsu-teios.fr) (anciennement SNUTEFI, Syndicat national unitaire Travail Emploi Formation professionnelle Insertion), comprend quatre secteurs :
  - FSU TEFE, Syndicat national unitaire Travail Emploi Formation professionnelle Économie (site Internet : snutefifsu.fr/tefe)[18] ;
  - FSU Pôle Emploi, Syndicat national unitaire de Pôle Emploi (site Internet : fsu-emploi.fr) ;
  - FSU Insertion (site Internet : fsu-insertion.fr) ;
  - FSU Organismes sociaux (site Internet : fsu-organismes-sociaux.fr) : regroupe les personnels de réseau France Travail.
- Syndicat national unitaire de la territoriale (SNUTER)[19]. Le SNUTER est issu de la fusion en 2015 du SNU-CLIAS et du SNUACTE, Syndicat national unitaire des agents des collectivités territoriales et de l'État (nom adopté en 2013 par l'UNATOS). Ce syndicat, dirigé par d'anciens militants de la gauche CFDT, a acquis la représentativité en 2022[20].

## Groupes internes

### Tendances nationales
Elle est classée à gauche et à l'extrême gauche par Le Figaro.
La FSU pratique le droit de tendance, c'est-à-dire à l'occasion des congrès le droit de soumettre aux votes des syndiqués différents textes nationaux avec des listes de candidats et d'assurer une représentativité à la proportionnelle de ces tendances, dans l'ensemble des instances de la fédération. Ces tendances peuvent se maintenir dans le temps. C'est d'ailleurs le cas pour les deux principales qui codirigent la fédération, Unité et action et l'École émancipée, dont l'existence est même antérieure à la FSU. Elles en sont membres fondateurs au même titre que certains syndicats nationaux.
Ce droit de tendance est une originalité dans le paysage syndical français. La seule autre organisation syndicale française fonctionnant de cette manière est l'Union nationale des étudiants de France.
Les tendances nationales de la FSU sont actuellement au nombre de cinq :
- Unité et action (U&A) : tendance dominante de la FSU. Elle dirige la fédération et les principaux syndicats (SNES depuis sa conquête en 1967 par André Drubay et Étienne Camy-Peyret, SNEP, SNUipp, SNESup, SNASUB…). Lors du 4e congrès de 2003 elle a recueilli 71,5 % des voix des militants exprimés, 72,3 % au 7e congrès en 2013, 71 % en 2015 et 2019. Elle est souvent présentée comme proche du PCF, mais si les militants communistes s'y retrouvent, elle n'est plus l'émanation de ce parti comme dans les années cinquante. Elle rassemble donc actuellement des militants du PCF mais aussi de la Gauche unitaire, du PS ou d'EELV ;

- École émancipée (EE) : principale minorité de la fédération. Elle compte notamment des militants issus de la LCR (actuellement Nouveau Parti anticapitaliste) ayant majoritairement rejoint la France Insoumise (Convergences et alternative, Gauche anticapitaliste, des militants Gauche unitaire). Elle codirige la fédération. En 2003 elle a recueilli 17,8 % des voix des militants exprimés, puis 15,4 % en 2006. Au 7e congrès de 2013 elle a obtenu 17,9 % ; 19, 9 % en 2015 (congrès du Mans) et 21,2 % en 2019.

- Émancipation ! Tendance intersyndicale : tendance anarcho-syndicaliste et syndicaliste-révolutionnaire issue d'une scission de la tendance EE, par opposition à la participation aux exécutifs décidée par cette dernière lors du congrès de La Rochelle en 2001. Elle édite une revue mensuelle et est inter-syndicale: outre la FSU, une partie de ses militants sont à SUD Éducation, à la CNT ou à la CGT. Elle a recueilli 3 % des voix des militants exprimés lors du 4e congrès, 4,5 % lors du 5e congrès, 3,6 % lors du 7e congrès ; 4,1 % lors du congrès du Mans.

- Unité, Revendications, Indépendance syndicale (URIS), nouvelle appellation à l'occasion du 7e congrès du courant Pour la reconquête d'un syndicalisme indépendant (PRSI) : tendance proche du Parti ouvrier indépendant. Lors du 5e congrès elle a recueilli 4,4 % des voix des militants exprimés, 4,0 % lors du 7e congrès; 2,7 % en 2015. Participe avec les majoritaires à la direction du SNASUB ;
- Front unique (FU) : tendance fondée par le groupe de Stéphane Just, Combattre pour le socialisme - Comité pour la construction du Parti ouvrier révolutionnaire. Elle ne s'associe pas à la direction de la FSU et défend la non-collaboration avec les gouvernements. Lors du 5e congrès elle a recueilli 2,1 % des voix des militants exprimés dont 12,8 % dans le Puy-de-Dôme. 2,2 % au 7e congrès ; 2,4 % en 2015.
- Autrement : cette tendance a disparu avec le départ du SNETAA en 2001. Cofondatrice de la FSU, cette tendance avait été lancée par Michel Charpentier dans les dernières années de la FEN contre le projet de syndicat des enseignants. Elle représentait 5,6 % des voix en 2000 (13,5 % si les voix du SNETAA n'avaient pas été invalidées).

La FEN rassemblait dans la même organisation syndicale l'ensemble des militants de gauche, ce qui a indéniablement permis aux enseignants de maintenir un syndicalisme de masse dans leur secteur. Mais dans le contexte particulier de la guerre froide, le « prix à payer » par la FEN pour le maintien de l'unité syndicale après la scission CGT - FO, outre son autonomisation dans le seul champ de l’Éducation nationale, a aussi été paradoxalement son extrême cartellisation et un fonctionnement de tendance particulièrement rigidifié.
Si la FSU (contrairement à l'UNSA, héritiers de la direction Unité indépendance et démocratie de l'ex-FEN) a maintenu le droit de tendance et même les tendances « exclues » telles qu'elles étaient issues de la FEN, une nouvelle génération qui n'a pas connu cette période ni même la scission de la FEN en 1992 arrive actuellement aux responsabilités à la FSU. Les décisions doivent statutairement rassembler au moins 70 % d'avis favorables pour être adoptées ce qui motive la recherche de « synthèse », démarche seule à même de rassembler largement. Cette démarche est portée par les deux courants présents dans les exécutifs de la fédération, Unité et Action et École Émancipée. Outre le fait que la FSU comportait au départ de nombreux militants se définissant « sans tendance », le droit de tendance est une notion nouvelle dans les syndicats de la FSU qui ne sont pas issus de l'ex-FEN, notamment ceux issus des scissions de la CFDT (SNU-Clias, SNUTEFI). L'ensemble de ces raisons permet donc à la FSU d'avoir un fonctionnement en tendances plus souple et plus sain qu'à la FEN, avec des tendances syndicales se définissant sur l'orientation et les enjeux du moment plutôt que sur l'appartenance politique.

### Autres groupes internes
D'autres groupes ont émergé à l'occasion d'un congrès de la Fédération syndicale unitaire sans se maintenir au-delà :
- En 2004, dans le cadre du débat d'orientation proposé par le congrès de Perpignan, des militants se sont constitués en réseau intitulé « Réunification syndicale ». Ils œuvrent à la réunification autour de la CGT et estiment terminée la période de la fédération autonome. Ce « réseau » est notamment basé sur la section départementale de la Manche de la FSU[22]. Il semble surtout s'agir d'un groupe de pression interne à Unité et action ; Plusieurs syndicats de la fédération (notamment le SNES-FSU) portent dans leurs mandats la volonté d'un rapprochement avec la CGT et font le constat un travail étroit et régulier avec la CGT et SUD-Solidaires. Localement, dans le cadre de la plateforme "Plus jamais ça" , des échanges ont été également menés avec la Confédération Paysanne.
- Se disant en dehors des tendances nationales, un Collectif unitaire pour un front syndical de classe s'est formé en 2006 « à l'initiative de divers groupes opposés au syndicalisme rassemblé de la direction nationale de la FSU » ;
- Le Comité pour un courant intersyndical lutte de classe et anti-bureaucratique, proche du groupe CRI[23]. Ce petit groupe a intégré la tendance Émancipation.

Il y a eu aussi deux tendances nationales mais non fédérales :
- Il a existé de 2001 à 2008 un courant indépendant propre au seul SNUipp, Ensemble qui menait parfois des campagnes fédérales (signes religieux à l'école, contre l'entrée des syndicats de l'enseignement privé dans la FSU ou contre l'adhésion de la FSU à la CES…) et lançait des appels à candidatures avant les congrès fédéraux. Il a souffert des divisions dans le camp laïque et s'est finalement dispersé ;
- Le courant « Pour un Syndicalisme de Lutte » - PSL - est apparu au sein du SNASUB à la veille de son congrès de 2006. Il souhaitait rassembler les syndiqués « attachés à la lutte de classe ainsi qu'à une pratique rigoureuse de la démocratie ouvrière ». À l'occasion du congrès de 2009, il s'est associé à la tendance « École émancipée » dans le cadre de la liste « Résister et construire tous ensemble ».

En novembre 2006, ces deux minorités non fédérales (Ensemble/SNUipp et PSL/SNASUB) s'étaient associées et avaient lancé un blog commun. Elles avaient participé aux Congrès de Marseille de la FSU en 2007 aux côtés de la tendance fédérale Émancipation.

## Organisation

### Instances
Dans son fonctionnement, la FSU rassemble, notamment par leur représentation dans les instances délibératives :
- les syndicats nationaux,
- les sections départementales constituées, dans chaque département, par les membres des syndicats nationaux adhérents,
- les tendances, dont le droit d’existence est garanti dans la Fédération.

Dans ce triptyque, les syndicats nationaux occupent la première place, car l'article 1 des statuts la définit comme "une fédération de syndicats nationaux ". De plus, le SNES et le SNUipp disposent de ressources plus importantes que celles de leur fédération.
Entre chaque congrès, la FSU est administrée par :
- un Conseil délibératif fédéral national (CDFN) qui se réunit sauf exception tous les deux mois ;
- un Bureau délibératif fédéral national (BDFN) qui se réunit sauf exception une fois par quinzaine.

Le CDFN compte une centaine de membres. La répartition des sièges est la suivante :
- les syndicats nationaux disposent de la moitié des sièges ;
- 30 % sont consacrés à la représentation des sections départementales ;
- 20 % sont consacrés à la représentation des tendances.

Les sections départementales de la FSU sont administrées par :
- un Conseil délibératif fédéral départemental (CDFD), composé pour moitié des représentants des syndicats affiliés existants dans le département et pour moitié de représentants désignés par le vote des syndiqués ;
- un Bureau exécutif fédéral départemental (BEFD).

### Congrès

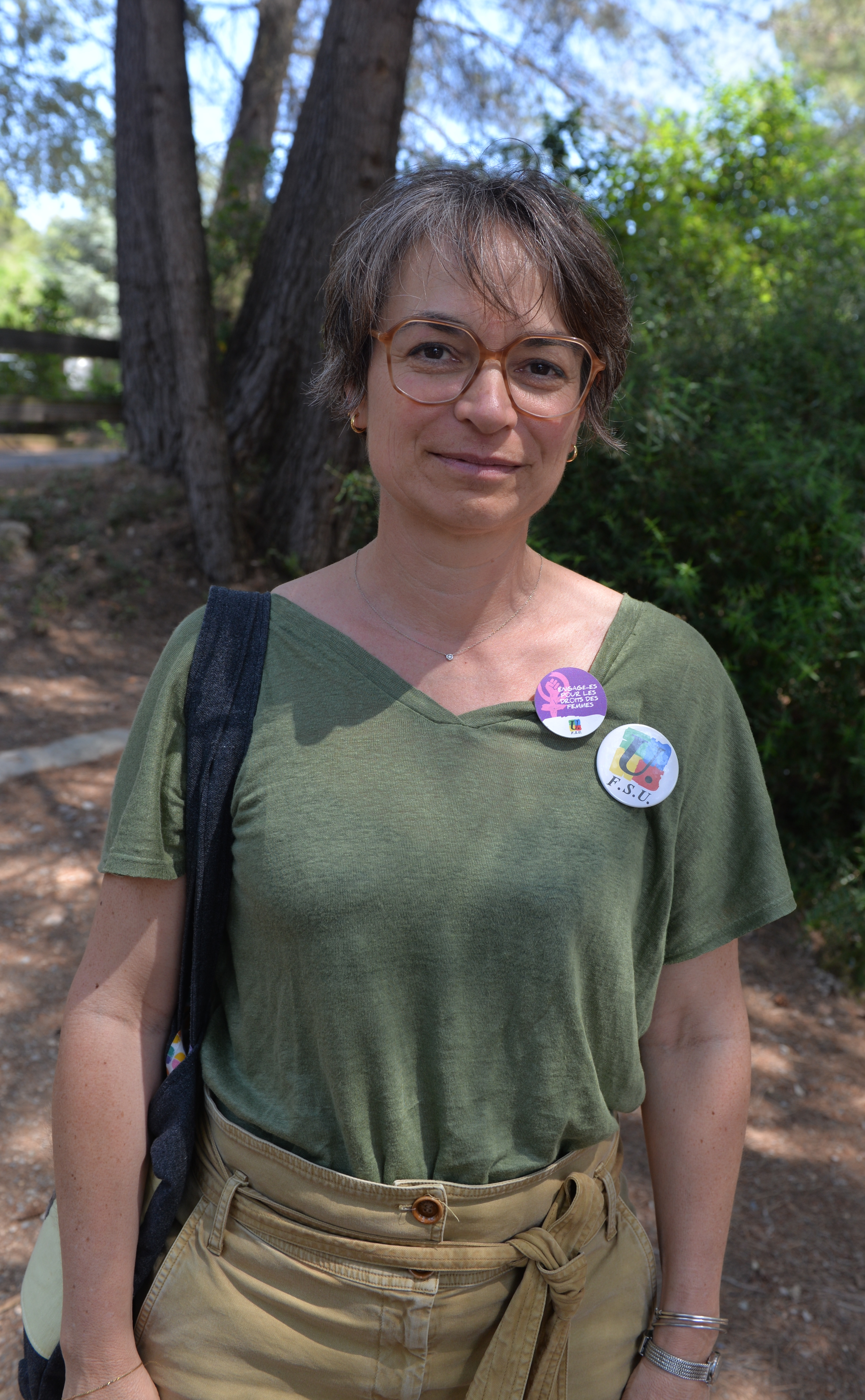
Caroline Chevé, secrétaire général de la FSU, lors du congrès du SNE en 2025.

- 28-31 mars 1994 à Mâcon : congrès fondateur
- 8-12 décembre 1997 à Toulouse : 2e congrès
- 22-26 janvier 2001 à La Rochelle : 3e congrès
- 2-6 février 2004 à Perpignan : 4e congrès. La FSU s’ouvre aux trois fonctions publiques
- 29 janvier-2 février 2007 à Marseille : 5e congrès
- 1-5 février 2010 à Lille : 6e congrès
- 11-15 février 2013 à Poitiers : 7e congrès
- 1-5 février 2016 au Mans : 8e congrès
- 9-12 décembre 2019 à Clermont-Ferrand : 9e congrès
- 31 janvier-4 février 2022 à Metz : 10e congrès
- 2-7 février 2025 à Rennes : 11e congrès

### Secrétaires généraux de la FSU
- Michel Deschamps : de 1993 à 1999
- Monique Vuaillat et Daniel Le Bret : de 1999 à 2000
- Monique Vuaillat et Pierre Duharcourt : de 2000 à 2001
- Gérard Aschieri : de 2001 à 2010
- Bernadette Groison : de 2010 à 2019
- Benoît Teste : de 2019 à 2025
- Caroline Chevé : depuis 2025

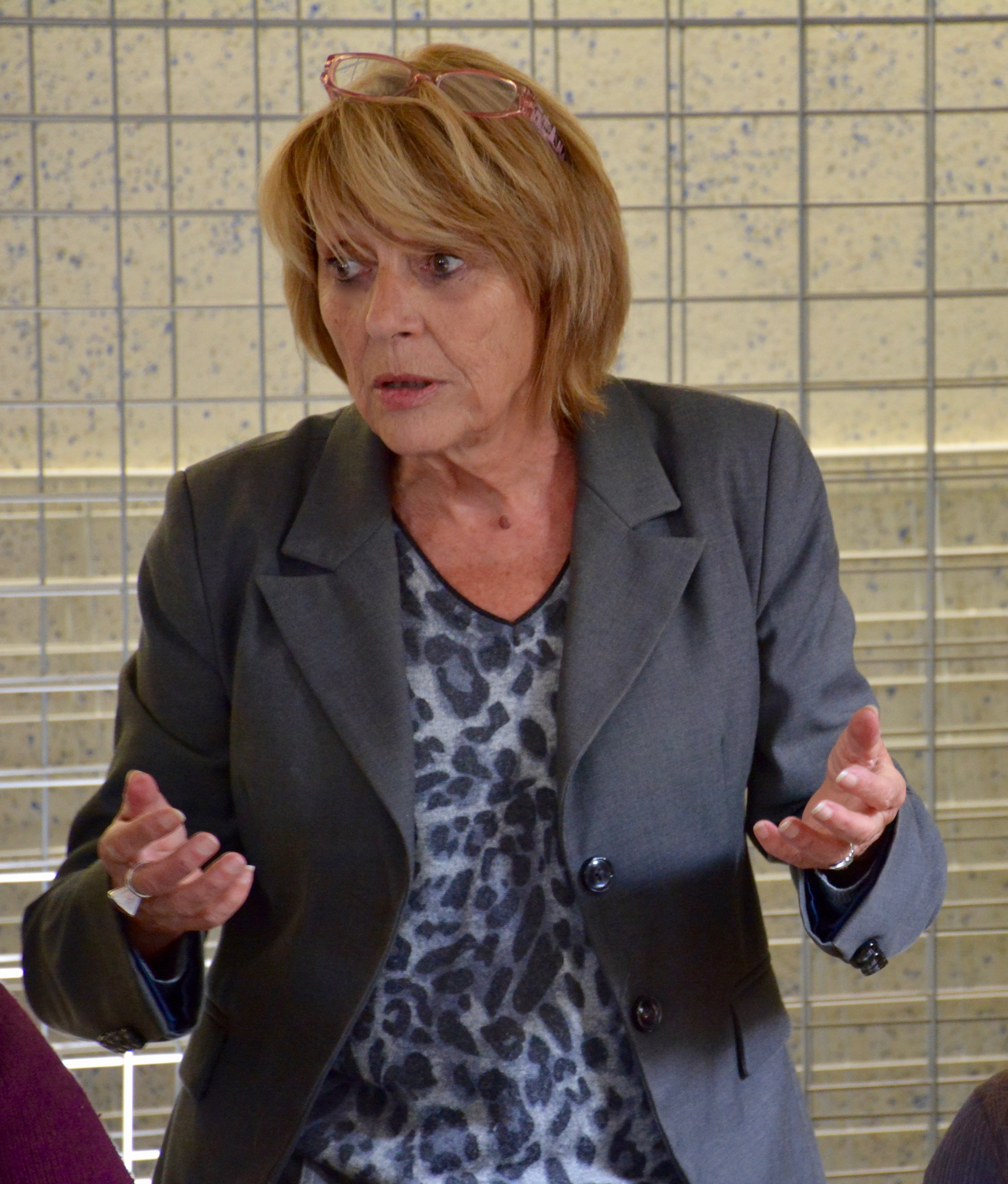
Monique Vuaillat en 2016.
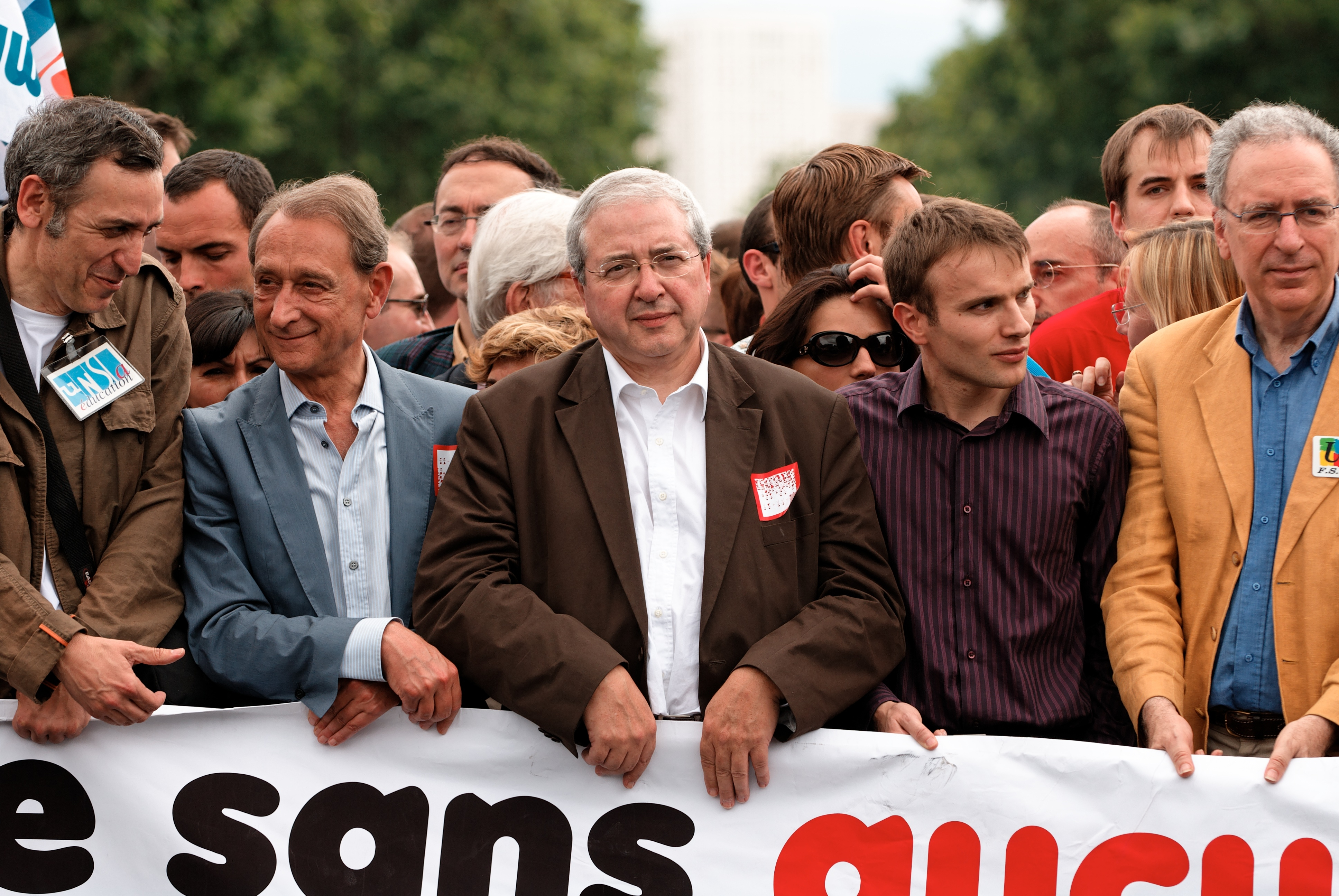
Gérard Aschieri (à droite sur le bord de l'image) en 2008.
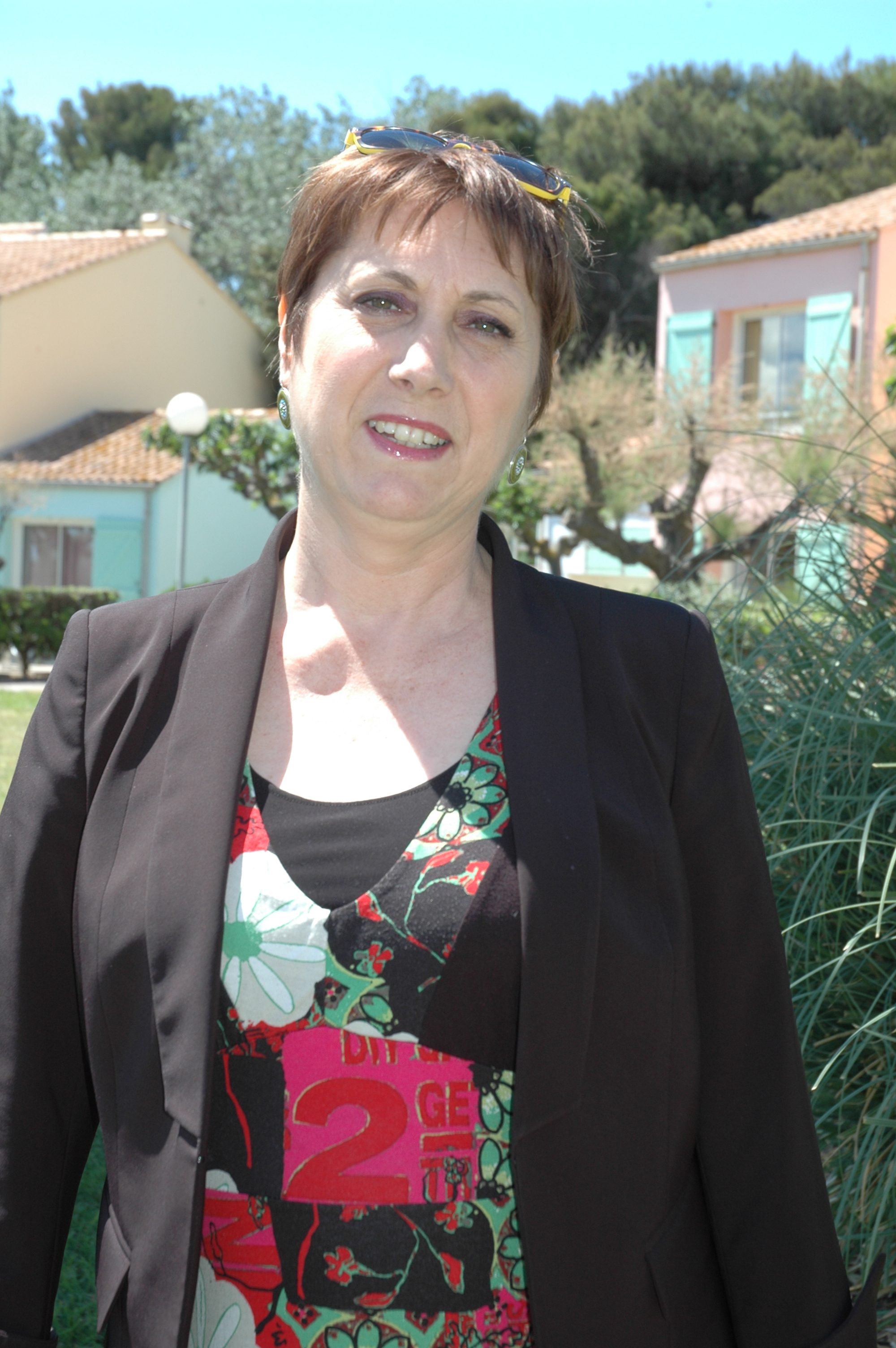
Bernadette Groison en 2014.

## Affinités avec des associations

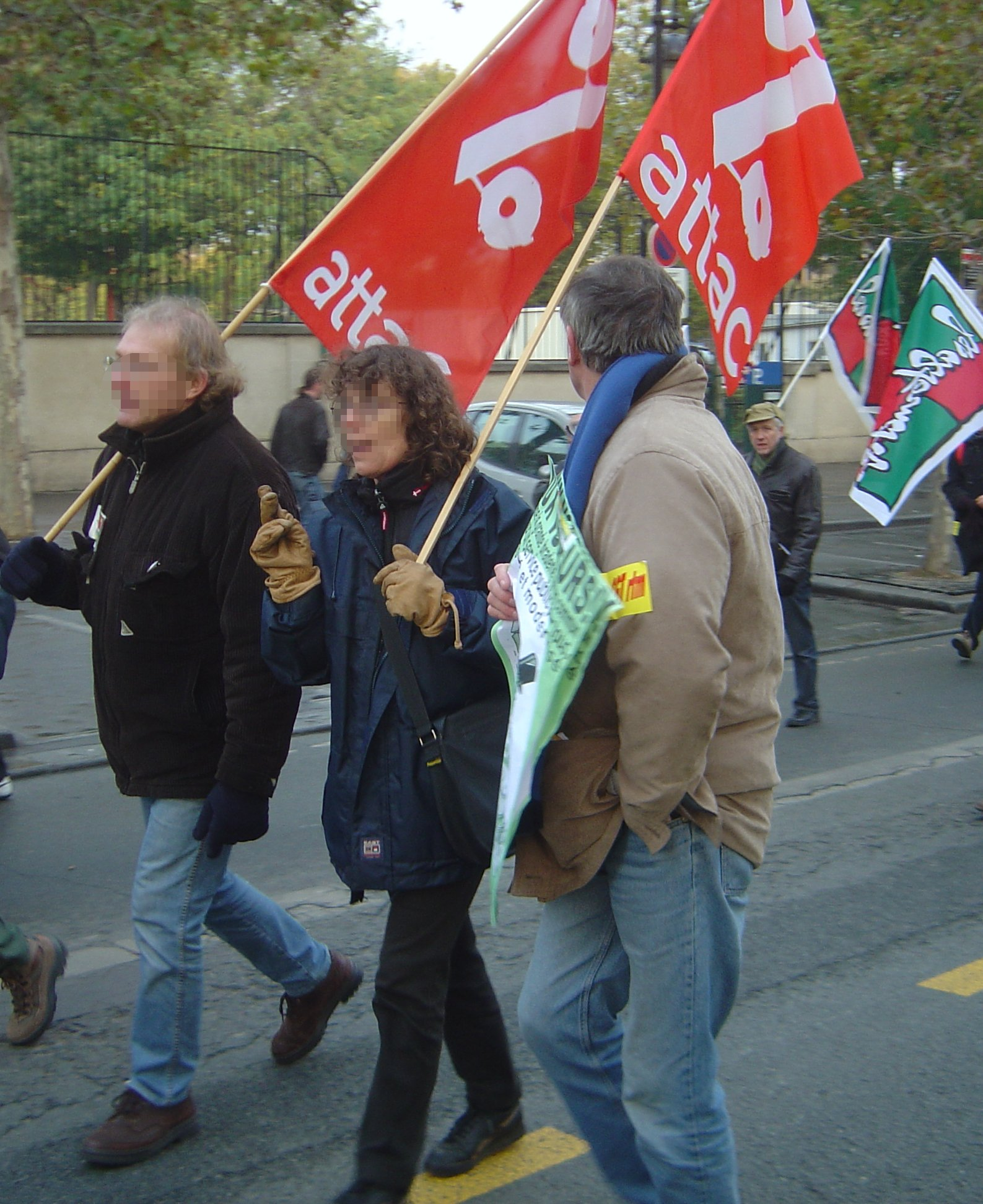
Des manifestants d'ATTAC à Paris en 2005.

### Attac France
Ouverte aux questions de société comme l'était sa devancière la FEN, la FSU connaît une proximité d'idées avec l'association ATTAC. Ses trois syndicats les plus emblématiques (SNUIPP, SNES, SNESup) appartiennent en effet au collège des personnes morales membres fondateurs d'ATTAC et l'un d'entre eux (donc indirectement la FSU) siège à son conseil d'administration et à son bureau. En outre, de nombreux militants des syndicats ou sections de la FSU se sont investis, à titre personnel, dans les comités locaux de l'association.

### Maison des Lanceurs d'Alerte
En 2022, la FSU devient membre de la Maison des Lanceurs d'Alerte. aux côtés d'autres syndicats nationaux (Union syndicale Solidaires, UGICT-CGT, CFDT-Cadres...).

### Alliance écologique et sociale
La FSU est membre fondateur d'une alliance entre syndicats contestataires, ONG et mouvements écologistes, comprenant notamment : les Amis de la Terre, Attac, la CGT (qui l'a quittée), Solidaires, la Confédération paysanne, Greenpeace, Oxfam, la Fondation Copernic, France Nature Environnement, Alternatiba, Droit au Logement, Réseau Action Climat et Youth for Climate France.